# Наокуні Номура
Наокуні Номура (яп. 野村直邦; 15 травня 1885, Хіокі — 12 грудня 1973) — японський офіцер, адмірал Імператорського флоту.

## Біографія
20 листопада 1907 року закінчив 35-й клас Імператорської військово-морської академії, зайняв 43-є місце з 172 курсантів. Служив крейсерах «Іцукусіма» і «Касіма». В кінці 1908 року був призначений на есмінці «Яйой» і «Камікадзе». Після завершення курсу морської артилерії і базової торпедної підготовки був призначений на лінкор «Акі».
Згодом Номура служив на великій кількості судів раннього японського флоту, включаючи канонерський катер «Тацута», крейсер «Чіода», канонерський катер «Маньшу» та крейсер «Асо».
В кінці 1913 року був призначений на есмінець «Яйой», потім — «Кашіва», після чого став командиром есмінця «Ширакумо». В 1920 році закінчив Військово-морське штабне училище з відзнакою. Займав ряд штатних посад, зокрема з серпня 1922 по вересень 1924 рок був військово-морським аташе в Німеччині.
В квітні 1927 року був членом японської делегації на Женевській військово-морській конференції. В грудні 1928 року став командиром тендера підводних човнів «Чогей». В 1929 році частиною японської делегації на переговорах щодо Лондонського військово-морського договору в Німеччині. Після повернення в Японію прийняв командування крейсером «Хагуро». З лютого 1932 по жовтень 1933 року — командир авіаносця «Кага». В 1934 році був комендантом училища підводників.
З 1934 року займав численні посади в Генштабі імператорського флоту, включаючи посаду голови морської розвідки в 1937 році. З листопада 1939 по вересень 1940 року — командувач 3-м флотом.
З листопада 1940 по серпень 1943 року — військово-морський аташе в Берліні. Під час свого перебування в Німеччині активно намагався придбати новітні військові технології для Японії, особливо щодо розробок, пов'язаних з підводними човнами і літаками. Номура повернувся в Японію на підводному човні U-511, який був подарований Японії Адольфом Гітлером і переданий до складу Імператорського флоту Японії як RO-500.
Після повернення в Японію ненадовго був головнокомандувачем військово-морським округом Куре. З 17 по 22 липня 1944 року займав посаду міністра флоту. На останніх етапах війни на Тихому океані служив головнокомандувачем військово-морським округом Йокосука і флотом морського супроводу. 15 жовтня 1945 року вийшов у відставку.

## Звання
- Енсін (25 грудня 1908)
- Молодший лейтенант (1 грудня 1910)
- Лейтенант (1 грудня 1913)
- Капітан 3 рангу (1 грудня 1919)
- Капітан 2 рангу (1 грудня 1924)
- Капітан 1 рангу (10 грудня 1928)
- Контрадмірал (15 листопада 1934)
- Віцеадмірал (15 листопада 1938)
- Адмірал (1 березня 1944)

## Нагороди
- Медаль Перемоги
- Військова медаль 1914-1920
- Пам'ятна медаль вступу на престол імператора Сьова
- Медаль Китайського інциденту 1937
- Орден Вранішнього Сонця 1-го класу
- Орден Золотого шуліки 3-го класу
- Пам'ятна медаль «2600 років Японії»
- Орден Священного скарбу 1-го класу (13 липня 1940)
- Медаль національного фонду «Велика Маньчжурія» (Маньчжурська держава)
- Орден Заслуг німецького орла, великий хрест (Третій Рейх)
- Залізний хрест (Третій Рейх)
  - 2-го класу
  - 1-го класу (19 липня 1944)